# Kernen (Verfahren)
Der Arbeitsgang Kernen im Gießereiwesen bei der Gussformherstellung beinhaltet die Kernherstellung für Gussteilpartien.
Kerne sind Formbestandteile, die nicht mit einem Naturmodell technisch abgebildet werden können, wobei Innenkerne die Hohlräume und Außenkerne Hinterschneidungen in der Gussform (am Gussteil) formbar machen.
Die einbaufertigen Kerne werden in die Kernmarken (Kernlagerung) der Gussform eingeführt oder gelegt, anschließend ausgerichtet bzw. eingemessen, und damit das flüssige Metall nicht in die Kernentlüftung fließen kann, der Zwischenraum von Kern und Kernmarke mit trockenem Sand oder bei Gefahr des Durchrieselns mit Füllformstoff ausgefüllt. Im Großgussformen werden Kerne mit Kerneisen verbaut, um sie entsprechend fixieren zu können.
Als Sonderformverfahren in den Gießereien dient das Kernblockverfahren (oder Kernformverfahren), bei dem die Form für die zu produzierenden Gussteile zum überwiegenden Teil aus einzeln hergestellten Kernen besteht. Somit können Gussteile mit komplizierten Außenformen gegossen werden. Die Außenseiten des Modells sind dann praktisch nur glatte Flächen und stellen die Kernmarken dar. Das Verfahren wird auch erforderlich, wenn infolge schwieriger Kernpartien zuerst die Innenkerne der Form montiert werden und danach erst die Außenkerne, welche den Formmantel bilden, folgen. Es kann dadurch kastenlos, d. h. ohne Formkasten gearbeitet werden.
Gießgruben können zur Aufnahme der Außen- und Innenkerne bei Großteilen dienen und diesen gleichzeitig als Führung und Lager dienen.
Die Kerne für diese Formart müssen stark genug sein, um den Gießdrücken standzuhalten. Sie dürfen auch beim beginnenden Zerfall nach dem Gießen keinen Metalldurchbruch gestatten.
Kernverfahren gibt es manuell (gewöhnlicher Schüttkernkasten und Formstoffmischer) und maschinell (mittels Kernschießmaschinen-siehe Kernschießen). Urformwerkzeuge dafür sind Kernkästen, die meist Bestandteil einer Gießereimodelleinrichtung sind. 

## Technologie der manuellen Kernherstellung
Vorbereitend versieht man die Formflächen des Kernkastens mit einem Trennmittel. Es werden je nach Gussteilgeometrie einteilige- bzw. Schüttkernkästen, zwei- oder mehrteilige Kernkästen oder halbe Kernkästen (bei Spiegelgleichheit) verwendet. Zum Transport, als Armierung und zur Führung der Entlüftung müssen Kerneisen vor dem Einfüllen des Kernformstoffes bereitgestellt werden.
Bei größeren Kernen wird der Kernkasten mit Modellsand und Hinterfüllsand gefüllt. Nach dem Füllen erfolgt die Aushärtung des Formstoffes. Da die Aushärtung durch freien Luftzugang begünstigt wird, sollte die Ausschalung der Kerne, frühestmöglich erfolgen. Anschließend werden die Kerne bearbeitet, indem Radien angerieben und beschädigte Stellen ausgebessert werden.
Ähnlich der Gussform müssen die Kernoberflächen, die mit dem Gießmetall in Kontakt kommen, geschlichtet werden. Nach Trocknung und Kontrolle erfolgt das Einlegen in die Gussform (Kernmarke) und Verschluss der Anhängung.